# Provisión

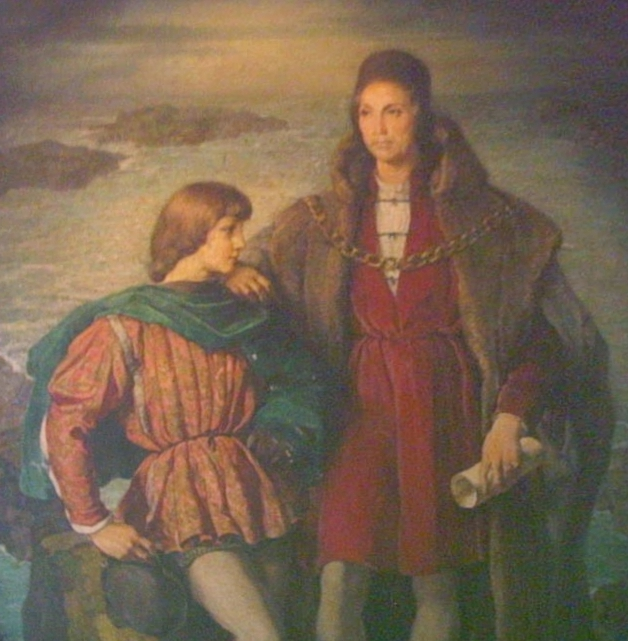
Cristoforo e Diego Colombo

La Provisión di Diego Colombo è un provvedimento normativo, risalente al 6 gennaio 1522, che tentava di regolare la condotta della manodopera schiavile nera nell'isola di Hispaniola.

## Biografia
Diego Colombo nacque verso il 1480 nell'isola di Porto Santo, vicino a Madera, da Cristoforo e Felipa Moniz. Cristoforo portò con sé il figlio in Spagna, con il quale trovò ospitalità nel monastero di S. Maria de la Ribida presso Palos (fine 1484-inizio 1485). Durante la permanenza del padre nel Nuovo Mondo, Diego lo rappresentò a corte a pieno titolo, difendendone gli interessi familiari. Morto il padre, egli rivendicò i diritti che erano stati concessi e poi revocati a Cristoforo nel 1500, ricevendo risposta negativa: Ferdinando II, tuttavia, gli assegnò il titolo di contino con relativo appannaggio, nominandolo governatore dell'isola di Hispaniola nel 1508. Nel 1509 fu nominato quarto governatore delle Indie e si trasferì a vivere presso l'alcázar del padre a Santo Domingo.

## Il dominio spagnolo su Santo Domingo (1495-1522)
A Santo Domingo gli spagnoli tentarono di trasferire il sistema economico della piantagione, già sperimentato alle Canarie nel XV secolo. Questo tipo di coltura estensiva necessitava di una grande quantità di manodopera, il cui reclutamento fu una costante preoccupazione per gli amministratori spagnoli. Cristoforo Colombo, governatore dell'isola dal 1492 al 1500, propose alla Corona di Spagna di risolvere tale necessità schiavizzando i popoli nativi dell'isola (i Taino). Questa soluzione in pochissimi anni portò alla morte migliaia di indios, che mal resistevano al lavoro logorante e alle malattie portate dagli europei. Il lavoro profuso dagli indios nella colonia non bastava a soddisfare la domanda di manodopera proveniente dalla colonia. La possibilità di importare lavoratori liberi (a contratto) fu quasi da subito accantonata: l'europeo libero chiedeva troppi vantaggi per convincerlo a solcare l'oceano alla ricerca di fortuna e non era disposto a sopportare fatiche ben più pesanti di quelle alle quali era abituato. Alla fine, le autorità iberiche decisero di ricorrere alla manodopera schiavile africana. I primi schiavi africani che giunsero nella colonia di Santo Domingo (inizi XVI sec.) non provenivano dall'Africa ma dalle comunità nere dei domini della Castiglia: essi erano chiamati ladinos, musulmani convertiti al cristianesimo che conoscevano la lingua e le tradizioni spagnole. Ferdinando II di Aragona concesse al governatore Nicolás de Ovando l'importazione, dal 1501, dei ladinos nel Nuovo Mondo per soddisfare la richiesta di manodopera schiavile. Le autorità iberiche erano consce che tale manodopera avrebbe avuto un fruttuoso sviluppo nella colonia; a tal proposito nella Real cédula del 15 settembre 1505, indirizzata a Ovando, si leggeva con chiarezza l'intenzione del sovrano di incrementare notevolmente i carichi di schiavi proveniente dal continente iberico; l'invio dei ladinos era ritenuto necessario per la crescita dell'economia coloniale.

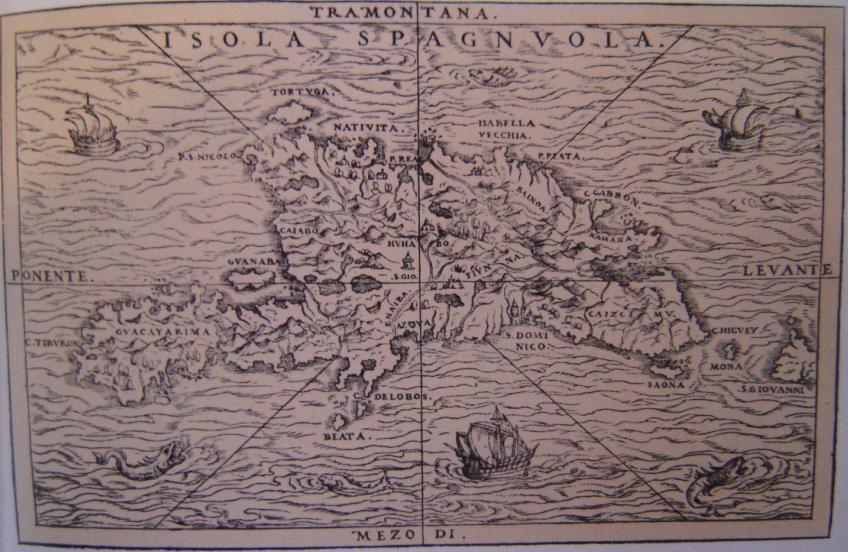
Isola di Hispaniola in una cartina del XV secolo

Tuttavia i ladinos, avendo vissuto nel contesto europeo, mal tollerarono l'autorità dei loro padroni, e non di rado fecero fronte comune con gli indios per creare disordini all'interno della colonia. L'impossibilità di controllare e sottomettere in maniera adeguata i ladinos spinse le autorità governative e gli amministratori coloniali ad auspicare la deportazione degli schiavi direttamente dal Golfo di Guinea. A partire dal 1509 cominciarono a essere sempre più insistenti le richieste di bozales, ossia assoggettati, prelevati dalle coste africane: queste richieste furono, per qualche anno, ignorate dalla corona, poiché l'introduzione di masse schiavili, poco avvezze alla lingua e alla tradizione culturale spagnola, poteva rendere ingestibili le colonie, creando problemi di ordine pubblico. Per ovviare a tali problematiche Ferdinando II intorno al 1513 creò il sistema dell'asiento, un accordo o contratto fra la Corona e un privato (individuo o compagnia commerciale) finalizzato all'introduzione in America di schiavi africani. L’appaltatore, chiamato asentista, accettava di versare alla Corona una certa somma di denaro e, in cambio, poteva vendere in regime di monopolio un certo numero stabilito di schiavi nei mercati americani. Questo sistema che in realtà si rivelò poco efficiente e che non riuscì ad approvvigionare le colonie nella quantità di manodopera richiesta. Ciò causo il malcontento tra i coloni spesso costretti a ricorrere al contrabbando per procurarsi la forza lavoro necessaria. La preoccupazione è ben esemplificata dal memoriale che il frate geronimita Bernardino de Manzanedo inviò a Carlo V nel 1518. Le condizioni critiche in cui la colonia versava, nonché la possibilità che diminuisse la quantità di oro estratta dalle miniere dominicane, spinsero la corona di Spagna a riflettere attentamente sulla questione della schiavitù nera. Nell'agosto del 1518 Carlo V autorizzò la deportazione di 4 000 bozales nelle colonie americane della Spagna, aprendo le colonie spagnole all'importazione di schiavi neri direttamente dalle coste africane.

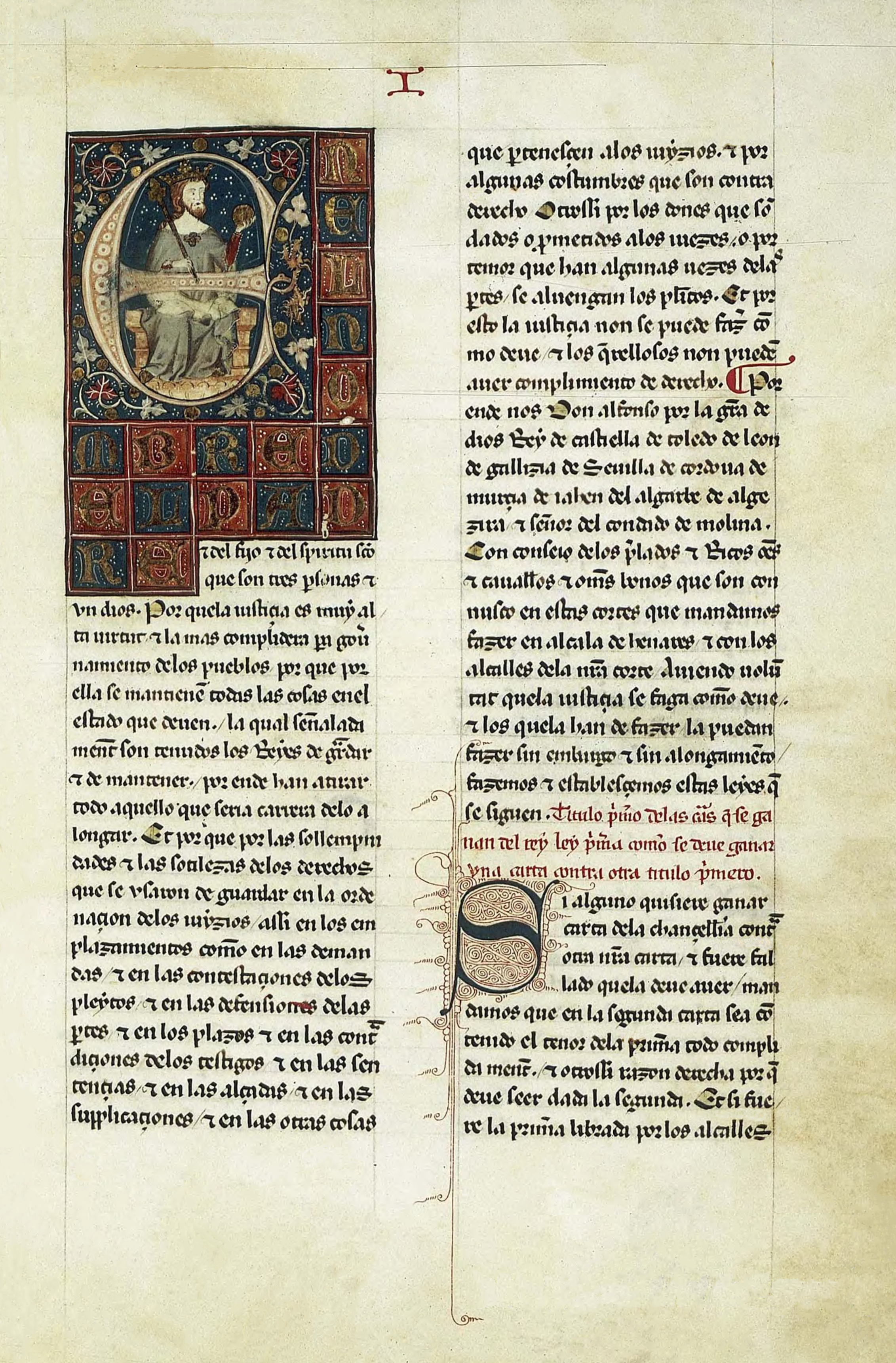
Prima pagina dellOrdenamiento de Alcalá, promulgato nel 1348 da Alfonso XI: il testo accolse le importanti novità introdotte nelle Siete Partidas dopo le diverse resistenze iniziali del popolo.

Dal 1509 Diego Colombo occupò la carica di viceré e governatore delle Indie (1509-1515). Nelle isole caraibiche l'estrazione di oro stava raggiungendo il picco massimo, rendendo urgente importare quantità crescenti di schiavi africani. Tuttavia le disposizioni legislative specifiche per gli schiavi non furono una priorità per gli amministratori spagnoli fino al 1520, ovvero fino a quando l'importazione di schiavi africani divenne più corposa. Tra il 1520 e il 1540 furono migliaia gli schiavi afficani deportad all'interno delle colonie spagnole. Bartolomé de Las Casas, nella sua Historia de las Indias, sostenne che più di 100.000 neri raggiunsero le Indie, oltre 30.000 dei quali furono deportati sull'isola di Santo Domingo. Il riferimento normativo fino a quel periodo fu il Libro IV delle Siete Partidas di Alfonso X di Savio, edito tra 1256 e il 1265 con lo scopo di eliminare l'eccessiva varietà giuridica in vigore, sostituendola con un corpo di leggi unitario. Tale sistema legislativo tuttavia si rivelò ben presto inadatto alle realtà coloniali, poiché il servaggio e lo schiavismo erano contemplati principalmente come forma di lavoro domestico e non erano adatti a regolare il lavoro schiavile nelle miniere o nelle piantagioni. Allo stesso modo alcune delle tutele legali garantite dalle Siete Partidas allo schiavo o al servo non erano concepibili nell'area atlantica. Adottare norme troppo permissive per gli amministratori poteva significare lasciare spazio a sommosse e insubordinazioni. A dimostrazione di ciò l'isola fu attraversata, dal 1519 al 1523, da numerosi disordini e assalti alle proprietà dei coloni spagnoli, delle quali fu vittima anche il viceré Colombo, tra la fine del 1521 e i primi giorni del 1522. Pochi giorni dopo la repressione della rivolta Colombo stesso decise di prendere alcuni provvedimenti, affinché simili situazioni non si ripetessero più: la Provisión del 6 gennaio 1522 conteneva infatti le prime ordinanze deputate a controllare e disciplinare gli schiavi neri che abitavano la colonia dominicana.

## La Provisión di Diego Colombo
La lotta agli schiavi fuggiaschi costituisce il fulcro del regolamento del 1522. Nel preambolo vengono delineate le motivazioni che hanno condotto Colombo a promulgare il provvedimento: gli eventi precedenti, infatti, avevano inciso non poco sul morale dei coloni e sulla loro sensazione di sicurezza. La maggior parte della regolamentazione contenuta nella Provisión mirava a regolamentare la repressione degli ultimi fuggitivi della rivolta del 1522. Giuseppe Patisso, ricercatore presso l'Università del Salento, nota alcuni stereotipi culturali di matrice razzista, che avrebbero costituito la base teorica di buona parte della legislazione schiavista affermatasi nei secoli XVII-XVIII; significativa, secondo l'autore, è la concezione secondo la quale gli schiavi, e i neri in generale, erano inclini al delitto e alla rivolta. Per prevenire tali inclinazioni criminali, la Provisión dispose che ogni attività fosse svolta sotto la stretta supervisione degli organi coloniali. Il documento fu ritenuto importante a tal punto da dover essere affisso in ogni proprietà dell'isola, affinché tutti ne conoscessero le disposizioni. La violenza a cui gli schiavi erano sistematicamente sottoposti non era di per sé sufficiente a tenere sotto controllo le loro agitazioni: erano necessarie misure preventive adatte a garantire una più stretta conservazione dell'ordine pubblico.

A causa del sovraffollamento si rese necessario introdurre un nuovo codice che impedisse agli schiavi di mettere in pericolo l'incolumità e gli interessi dei coloni. La maggior minaccia a ciò era, secondo Colombo, la comunità di schiavi fuggiaschi, sempre pronti ad assediare con scorribande i bianchi; questi fenomeni erano già noti al tempo del governatore Ovando, il quale aveva denunciato alle autorità spagnole l'esistenza di questi sovversivi. Le istituzioni spagnole furono spesso costrette a mediare con gli schiavi fuorilegge al fine di farli rientrare al servizio dei propri padroni: molte volte furono inviati dei contingenti armati per sedare le rivolte. In merito agli schiavi che in seguito ai tumulti non avevano ancora fatto ritorno, la Provisión stabiliva un limite massimo 20 giorni per rientrare senza incorrere nella pena capitale. La legislazione prevedeva, inoltre, un sistema di punizioni, la cui gravità era proporzionale al tempo in cui un individuo rimaneva fuggiasco. 

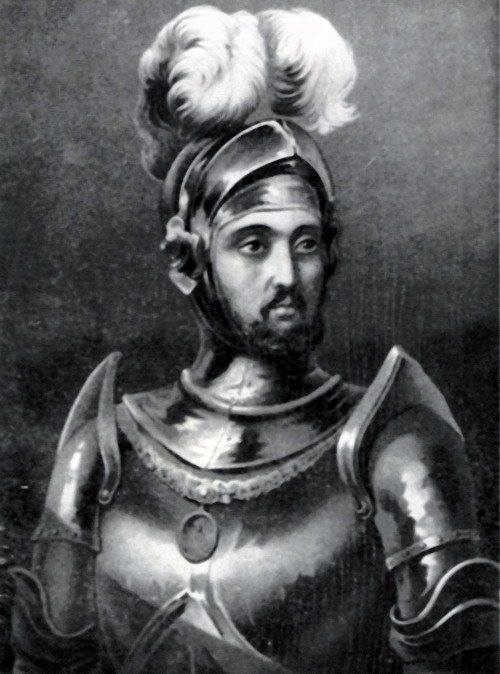
Diego Colombo

Lo scopo di Colombo era impedire agli schiavi di assumere comportamenti contrari alle norme vigenti: vennero così stabiliti una serie di divieti per avere un maggiore controllo sia sul comportamento che sul movimento degli schiavi. Inoltre, essendo gli schiavi considerati inclini alla violenza, vennero poste delle condizioni alla loro accessibilità alle armi: le autorità spagnole, nei tempi precedenti alla promulgazione della Provisión, erano molto più tolleranti in materia. Nel codice di Alfonso X era previsto il possesso di armi al fine di proteggere i padroni che erano in pericolo di vita. Colombo, al contrario, impose il divieto assoluto per gli schiavi di possedere qualunque tipo di arma, salvo un'unica eccezione: il cuchillo de a palmo, un coltello utilizzato per i lavori quotidiani. 
Un timore costante per il legislatore era la possibile fuga degli schiavi: Colombo, al tal proposito, promulgò una serie di regolamenti molto severi per disciplinare la mobilità dell'assoggettato. Un metodo efficace e risolutivo fu quello di impedire allo schiavo qualsiasi movimento per preservare la sicurezza della colonia; solo attraverso un permesso rilasciato dal proprio padrone o dalle autorità coloniali lo schiavo avrebbe potuto muoversi liberamente da una piantagione all'altra. Si tentava, inoltre, di evitare eccessive concentrazioni di schiavi all'interno delle piantagioni, in quanto potevano rivelarsi pericolose per il mantenimento del quieto vivere. Non solo i movimenti interni all'isola ma anche la deportazione di nuovi schiavi veniva monitorata in modo oculato. Fin dall'arrivo della "merce schiavile" i padroni erano soliti impedire l'agglomerarsi di individui appartenenti alla stessa etnia, al fine di neutralizzare qualsiasi tipo di cospirazione. Erano inoltre presenti inventari che regolavano i movimenti interni alle colonie. 
Nel testo si possono trovare rimandi a principi già espressi nelle Siete Partidas, dove si prevedeva il totale assoggettamento del servo al padrone, il quale poteva disporre della sua proprietà come meglio riteneva. Nonostante ciò, nelle leggi di Alfonso X l'autorità del padrone sullo schiavo non era assoluta, in quanto quest'ultimo non poteva essere obbligato a compiere atti illegali; anche la punizione del padrone non poteva essere eccessivamente crudele, poiché la sua sovranità era comunque sottomessa a quelle delle autorità pubbliche. La Provisión di Colombo mantiene la stessa impostazione: gli interessi del padrone non potevano entrare in contrasto con i bisogni pubblici. La regolamentazione della sovranità del padrone sullo schiavo era un'operazione estremamente complessa: possedere schiavi richiedeva un esborso di denaro di una certa importanza, e la classe proprietaria il più delle volte era riluttante a consegnare gli schiavi fuggiaschi nelle mani della giustizia coloniale poiché timorosa di perdere il prezioso investimento. La Provisión prevedeva un risarcimento per il padrone quando si rivelava collaborativo con la giustizia e sanzioni pecuniarie nel caso in cui preferisse conservare il possesso dello schiavo, nascondendo i suoi crimini. 
Per far sì che la Provisión venisse applicata con rigore, all'interno della colonia Colombo decise di istituire alcune cariche pubbliche. Al di sotto del governatore prese vita la figura dell'ejecutor: tale carica si occupava della messa in atto del regolamento, a cui dovevano rispondere sia gli schiavi sia i padroni. Essendo un ruolo particolarmente impegnativo, l'ejecutor poteva avvalersi di un numero di collaboratori deciso a sua discrezione; questi uomini fidati erano autorizzati dalla stessa Provisión a uccidere i fuggiaschi in caso di situazione pericolose, senza dover incorrere in particolari sanzioni. Al fine di sopprimere le azioni delinquenziali degli schiavi, la giustizia coloniale poteva avvalersi di vere e proprie bande armate, composte dai cuadrilleros: essi venivano ricompensati dalle autorità coloniali sotto forma di denaro ogniqualvolta riuscivano a riconsegnare i fuggiaschi alla giustizia. Tuttavia, la Provisión vietava espressamente l'utilizzo di violenza incondizionata e le uccisioni arbitrarie: i contravventori potevano incorrere in ammende molto salate, che venivano versate nell'arca, ovvero una cassa comune, le cui chiavi erano custodite dalla più alta carica della colonia, il viceré. Queste normative testimoniano la volontà, da parte delle autorità, di proteggere gli schiavi da abusi di potere, nonostante queste disposizioni venissero spesso ignorate.

## Conseguenze

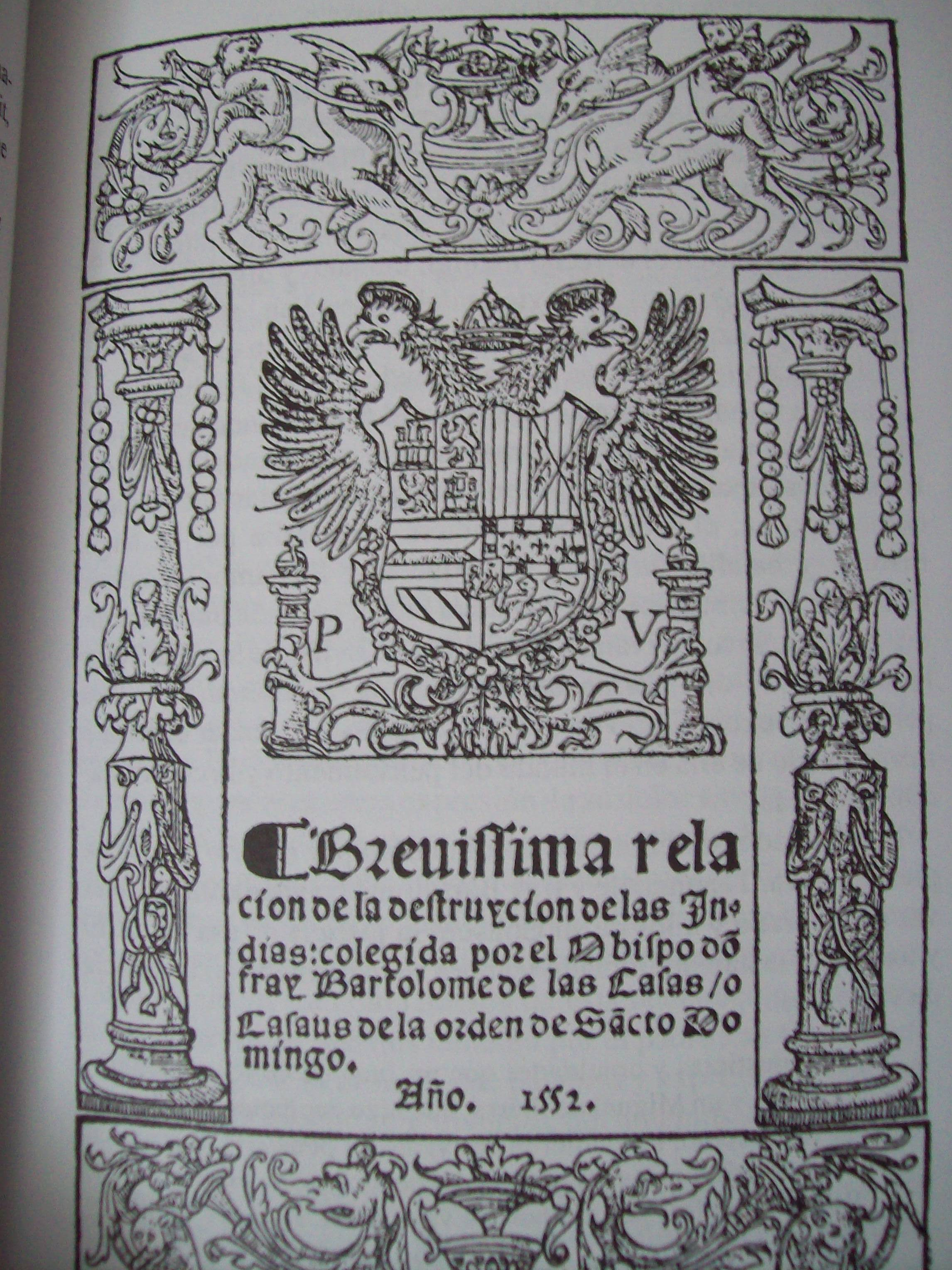
Copertina dell'edizione originale della Brevísima relación de la destrucción de las Indias di Bartolomé de Las Casas (1552)

Gli indios, sempre più tutelati dalle leggi della corona spagnola, riuscirono a migliorare in maniera sostanziale la propria condizione (nonostante il loro numero all'epoca si fosse già drasticamente ridotto): questo soprattutto grazie all'emanazione della bolla Veritas Ipsa di Paolo III nel 1537 e all'azione degli ordini regolari (francescani, domenicani e gesuiti) che si occuparono non solo dell'evangelizzazione degli indios, ma anche di combattere le forme peggiori di sfruttamento cui erano soggetti, come nel caso del domenicano Bartolomé de Las Casas e della sua Brevissima relazione della distruzione delle Indie del 1542. La stessa sorte non fu riservata ai neri: le pene più severe furono adottate nei confronti dei fuggiaschi, considerate una vera e propria piaga sociale, in quanto potevano minare la stabilità dei possedimenti ultramarini spagnoli. Come monito, per scoraggiare eventuali tentativi di fuga, furono talvolta applicate pene esemplari ed estremamente severe come l'evirazione. Tale punizione fu bandita dalla Corona di Spagna nel 1540 in quanto considerata troppo barbara. 
Il testo promulgato da Colombo ebbe una validità estremamente ridotta all'interno della colonia, dove i proprietari delle piantagioni mantennero una propria autonomia gestionale nei confronti dei loro schiavi. Tuttavia la Provisión del 1522 rappresentò una delle prime testimonianze di legislazione speciale per gli schiavi neri all'interno delle colonie spagnole e risulta di notevole importanza per comprendere la mutazione della legislazione schiavista spagnola nel passaggio dal Vecchio al Nuovo Mondo. Il testo, inoltre, si configura nel mezzo della tradizione legislativa medievale e delle Ordenanzas del XVI-XVII secolo, e, successivamente, nei codigos negros, promulgati nel XVIII secolo. Molte delle norme presenti nel codice di Colombo furono col tempo inasprite, integrate e talvolta modificate nelle Ordenanzas para la sujeciòn de los esclavos negros del 9 ottobre 1528.
Dalla metà del Cinquecento, esauritesi le risorse di metalli preziosi più facilmente accessibili e con un flusso sempre più cospicuo di coloni verso i più ricchi territori sul continente, l’economia dell’isola, ormai prevalentemente agricola, ristagnò: tale dinamica fu acuita dai sempre più frequenti attacchi dei corsari francesi, olandesi e inglesi (celebre è il saccheggio del porto di Santo Domingo da parte di Francis Drake nel 1586, durante la Guerra anglo-spagnola), che ostacolavano il commercio con la madrepatria. Nei primi anni del XVII secolo le coste nord-occidentali dell'isola erano diventate un punto di rifornimento di pirati, i quali stabilirono delle vere e proprie basi nelle zone abbandonate dai coloni spagnoli: alcuni bucanieri francesi, provenienti dall'isola di Tortue, si insediarono nella parte più occidentale di Hispaniola e ne avviarono la colonizzazione.